# مات بيرك (لاعب كرة قدم أمريكية)
مات بيرك (بالإنجليزية: Matt Birk)‏ هو لاعب كرة قدم أمريكية أمريكي، ولد في 23 يوليو 1976 في سانت بول في الولايات المتحدة.

## وصلات خارجية
- مات بيرك على موقع مرجع كرة القدم المحترفة.كوم (الإنجليزية)